# Sultanbeyli
Sultanbeyli és un districte d'Istanbul, Turquia, situat en la part anatòlia de la ciutat.

## Història
Situat als afores de la ciutat, Sultanbeyli estava compost de camps de cultiu fins i tot fa relativament poc temps. En els anys 1940 i 1950, les grans propietats de l'època otomana es van dividir en petites superfícies per permetre el desenvolupament dels assentaments d'immigrants de Bulgària. Es va crear una ciutat en els anys 1950, a través de la qual passava una de les carreteres procedents d'Ankara.

## Mahalleler
Abdurrahmangazi  ·  Adil  ·  Ahmet Yesevi  ·  Akşemsettin  ·  Battalgazi  ·  Fatih  ·  Hamidiye  ·  Hasanpaşa  ·  Mimarsinan  ·  Mecidiye  ·  Mehmet Akif  ·  Necip Fazıl  ·  Orhangazi  ·  Turgutreis  ·  Yavuz Selim